# ولیکو تیچوو
ولیکو تیچوو (به لاتین: Veliko Tičevo) یک زیستگاه انسانی در بوسنی و هرزگوین است که در Bosansko Grahovo واقع شده‌است.